# Cornstalk

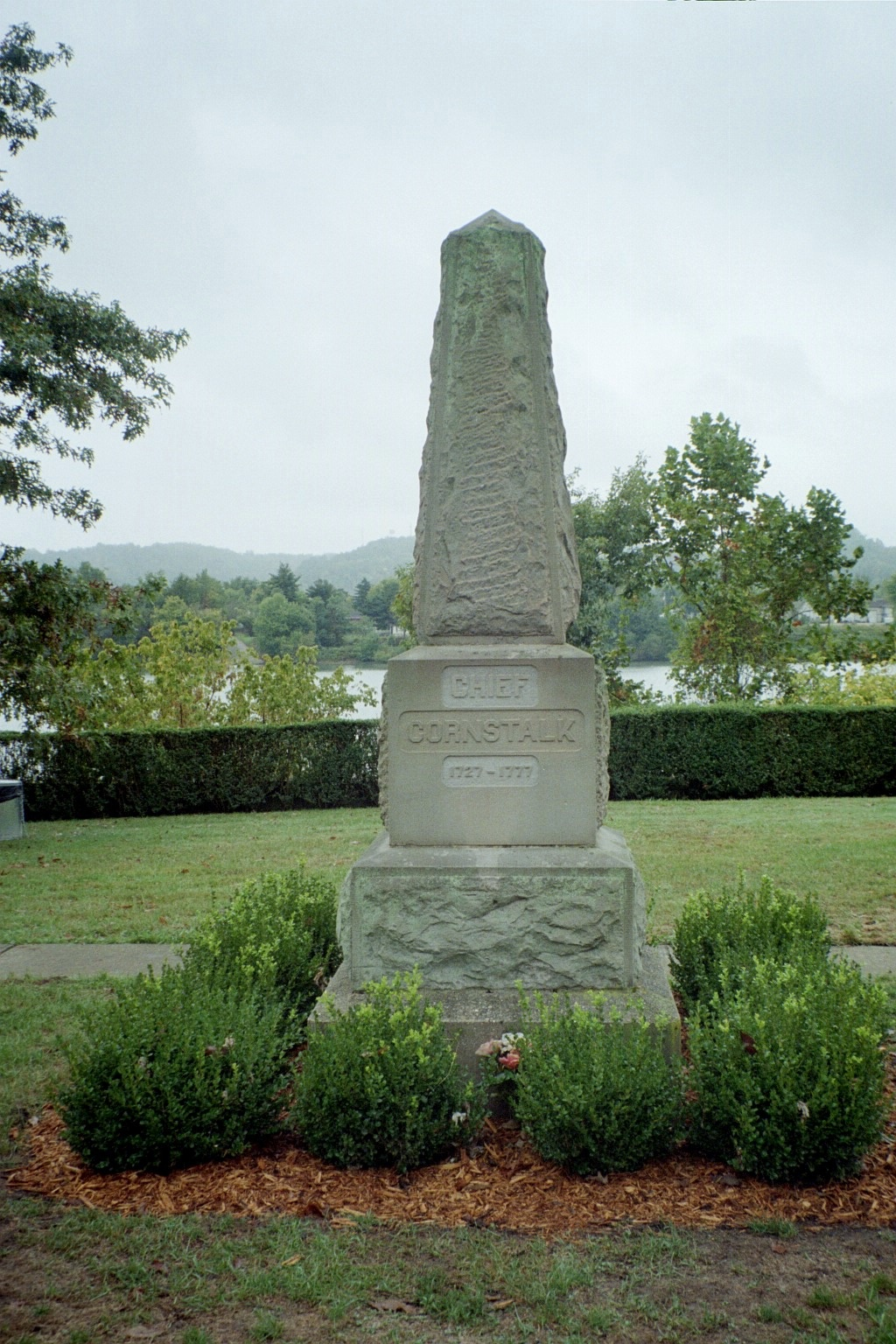
Grabstätte von Chief Cornstalk

Cornstalk (* 1720 (?); † 10. November 1777) war ein berühmter Anführer der Shawnee-Indianer zur Zeit der amerikanischen Unabhängigkeitsbewegung. Sein englischer Name Cornstalk (‘Maisstengel’) ist eine Übersetzung seines Shawnee-Namens Hokoleskwa oder Colesqua (blade of corn - ‘Maishalm’ oder stalk of corn - ‘Maisstengel’). Er war auch als Keigh-tugh-qua und Wynepuechsika bekannt.
Seine Ermordung durch amerikanische Milizen erboste Weiße wie Indianer und löschte jede Hoffnung, dass die Shawnee während des Krieges neutral bleiben würden.
Die Jugendzeit von Cornstalk ist für Historiker unmöglich genau zu rekonstruieren, es wird jedoch vermutet, dass er im heutigen Pennsylvania geboren wurde und dann mit seinen Eltern vor den weiter vordringenden Weißen ins Ohiotal auswich.
Seine Teilnahme am Franzosen- und Indianerkrieg und am Pontiac-Aufstand ist nicht gesichert, er spielte allerdings eine Rolle bei den folgenden Friedensverhandlungen.
Cornstalk spielte 1774 eine zentrale Rolle im Dunmores Krieg, der durch den Widerstand der Shawnee gegen die ins Land strömenden Siedler ausgelöst wurde.
Er führte sie in der Schlacht von Point Pleasant, in der eine Truppe von Siedlern aus Virginia die Shawnee besiegte.
Während der amerikanischen Unabhängigkeitsbewegung versuchte er die Shawnee zur Neutralität zu bewegen, was zu einer faktischen Spaltung des Stammes in zwei Lager führte.
Im Herbst 1777 entschloss sich Cornstalk zu Verhandlungen nach Fort Randolph, beim heutigen Point Pleasant, zu reisen, um seine Neutralität zu wahren. Doch der Kommandeur des Forts, der auf eigene Initiative entschieden hatte, jeden Shawnee gefangen zu nehmen, setzte ihn und seinen Begleiter fest. Als sein Sohn dies erfuhr, eilte auch er zum Fort, doch wurde er ebenfalls gefangengesetzt. Nachdem am 10. November ein Soldat von Unbekannten ermordet worden war, drangen Soldaten in die Zelle ein und ermordeten Cornstalk und seinen Sohn Elinipsico. Ein weiterer, ebenfalls gefangener Shawnee versuchte, durch den Kamin zu fliehen, wurde jedoch festgehalten und mit Äxten umgebracht.